# Papa Told Me
Papa Told Me (яп. パパ トールド ミー папа то:рудо мии, букв. «Папа мне сказал») — продолжительная манга авторства Нанаэ Харуно, первоначально выходившая в журнале для женской аудитории Young You издательства Shueisha, затем перенесенная в Chorus того же издательства. Было издано 27 танкобонов манги. В 1990 году Papa Told Me была награждена премией манги Shogakukan в категории «сёдзё», также по её мотивам была выпущена Drama CD и снят телесериал (дорама), премьера которого состоялась на японском телеканале NHK 12 апреля 2003 года.
В центре сюжета произведения находится ученица начальной школы Тисэ (яп. 的場知世), живущая со своим отцом, писателем. Мать Тисэ была женщиной слабого здоровья и умерла, когда девочка была совсем маленькой, но они очень близки с отцом. Он пишет книги (жанр не указывается) и пишет статьи для газеты, поэтому много времени проводит дома.